# Arcadi Volodos
Arcadi Volodos (en russe : Аркадий Володось, Arkadi Volodos) est un pianiste russe, né le 24 février 1972 à Leningrad (Union soviétique). Il est en particulier reconnu pour ses interprétations des œuvres de Sergueï Rachmaninov, de Franz Liszt et de Federico Mompou ainsi que pour ses transcriptions.

## Biographie
S'il toucha pour la première fois un piano à l'âge de huit ans, il suivit d'abord des études de chef de chœur dans un établissement de  chant a capella de Saint-Pétersbourg, Ce n'est qu'après qu'il s'intéressa sérieusement au piano, à l'âge de 16 ans.
Il part en 1987 étudier au Conservatoire de Moscou avec Galina Eguizarova.
En 1993, il vient en France pour étudier une année au Conservatoire de Paris avec Jacques Rouvier, puis il étudie à l'École supérieure de musique Reine-Sophie à Madrid avec Dmitri Bashkirov.
Il vit actuellement en Espagne.

## Technique pianistique
Arcadi Volodos est d'emblée considéré comme un pianiste doué d'une technique supérieure, eu égard à son cursus d'études relativement court et son accession rapide à l'élite des meilleurs pianistes de sa génération. Son gérant Thomas Frost, ancien producteur de nombreux enregistrements de Vladimir Horowitz, a déclaré à son sujet « Ce garçon possède tout, l'imagination, la couleur, la passion et une technique phénoménale qui lui permet d'exprimer l'ensemble de ses idées. »

## Transcription
Au même titre que de nombreux grands pianistes du passé comme Franz Liszt, Carl Tausig et Vladimir Horowitz, Arcadi Volodos se révèle être, très jeune, un exceptionnel transcripteur. Il s'illustre à l'exercice dès son premier enregistrement à seulement 24 ans, avec un arrangement d'une très haute difficulté technique du Rondo : Alla turca de Mozart ainsi que deux transcriptions d'œuvres de Sergueï Rachmaninov.
Arcadi Volodos fut le premier pianiste depuis le décès de Vladimir Horowitz à avoir retranscrit, à l'oreille, les Variations sur des thèmes de Carmen de ce dernier.
Il se produit aujourd'hui sur les plus grandes scènes mondiales, du Carnegie Hall, au Victoria Hall, à Bruxelles et au théâtre des Champs-Élysées,,,,, en compagnie des plus grands chefs d'orchestre tels Seiji Ozawa, Alexander Lazarev et James Levine.

## Distinctions
En 2003, Volodos a été récompensé en Allemagne au titre d'« Instrumentiste de l'année » par ECHO Klassik.

## Discographie
- Volodos : Piano Transcriptions (1997)
- Volodos, Live at Carnegie Hall (Recorded October 21 1998, released 1999)
- Rachmaninov - Piano Concerto no 3 & Solo Piano Works (2000)
- Schubert - Piano Sonatas (2002)
- Tchaikovsky - Piano Concerto no 1 / Rachmaninov - Solo Piano Works (2003)
- Volodos plays Liszt (2007)
- Volodos plays Mompou (2013)
- Volodos plays Brahms (2017)

Il existe aussi un enregistrement live Volodos at Schwetzingen 2007.